# Wielka Waga Miejska w Krakowie
Wielka Waga (tzw. Waga Ołowiowa) – budynek, w którym dokonywano ważenia towarów powyżej jednego cetnara (około 50 kg), głównie miedzi, ołowiu i żelaza, zlokalizowany pomiędzy Sukiennicami a kościołem św. Wojciecha. Waga Ołowiowa była jedną z dwóch wag miejskich na Rynku Głównym w Krakowie. Wielokrotnie przebudowywana, ostatecznie rozebrana około 1870 roku.

## Architektura
Wielka Waga początkowo była budowlą prawdopodobnie drewnianą, jednak w drugiej połowie XIV wieku została przebudowana na murowaną. Nowa waga była dużym dwupiętrowym budynkiem z halą o powierzchni około 100 m2 o szerszej części dolnej, stąd też zwano ją niekiedy „Kałamarzem”. Znajdowały się w niej przyrządy związane z pomiarami handlowymi, w tym wzorce wag, odważniki oraz oficjalna waga miejska, którą ważono towary powyżej jednego cetnara (czyli około 50 kg). W podziemiach były składy handlowe. W zespole wielkiej wagi działała również topnia srebra.

## Historia
Pierwsze wzmianki o wadze pochodzą z 1302 roku. W średniowieczu krakowska Wielka Waga należała ponoć do największych tego typu budynków użyteczności publicznej w Europie. Wspomniana jest w przywileju króla Kazimierza Wielkiego z roku 1358, następne wzmianki (pensa major) pochodzą z roku 1369 i 1390. Później wspomniana w początku wieku XV i XVI. Pod koniec XVI w. budynek Wagi Wielkiej był bardzo zrujnowany, więc w roku 1594 podjęto decyzję o jego gruntownym remoncie. Pracami objęto fundamenty, sklepienia, odrzwia, okna i dach . 
Opis wyposażenia Wielkiej Wagi zachował się w dokumencie z 1747 roku: „W tej wadze belek drewniany i szale żelazem okute z łańcuchem, gwintów spiżowych cetnarowych N. 13, detto żelaznych N.3, cetnarowych 1”.
W XVIII w. do budynku Wagi Wielkiej przeniesiono z piętra Sukiennic kramy z „towarami norymberskimi”. Towary te, tj. karty, obicia na ściany i meble, igły, nici i wstążki, sprzedawano na piętrze. W pierwszych latach XIX w. na parterze umieszczono strażnicę wojskową (odwach), a sam budynek uzyskał nazwę „Komisji”. Zachowane źródła ikonograficzne i plany z tego okresu wskazują, że Komisja była gmachem wolno stojącym, wzniesionym na rzucie kwadratu, o szerokim parterze i dwóch piętrach zwieńczonych attyką. Szczyt elewacji ozdobiony był umieszczonymi w płytkich framugach malowidłami (już wtedy zatartymi), przedstawiającymi kolorowe postacie władców i wodzów starożytnych. Ściany wewnętrzne dolnej części budynku pokrywały napisy zawierające wiadomości o ważniejszych wydarzeniach w Polsce i Krakowie. Były to informacje o pożarach, zarazach, trzęsieniach ziemi, powodziach i innych klęskach, z podaniem daty ich wystąpienia. Około roku 1870 został zbudowany nowy budynek odwachu u podnóża wieży ratuszowej, a budynek wagi wyburzono w 1868 roku (ew. 1875 roku) .
Pozostałości po budynku Wielkiej Wagi znajdują się w podziemiach rynku (ok. 3–4 metrów pod powierzchnią). Podczas prac archeologicznych prowadzonych w latach 2005–2010 odkryto bochen ołowiu posiadający stemple króla Władysława Łokietka o wadze blisko 700 kg , datowany na początek XIV wieku. Bochen ołowiu – odlana sztuka ołowiu w kształcie okrągłego bochenka chleba, przeznaczony do handlu hurtowego – był jednym z trzech najważniejszych towarów eksportowych średniowiecznego Krakowa, obok plastrów miedzi i bałwanów soli. Bochen krakowski zachował się w całości, jest to jedyny taki obiekt na świecie .

## Galeria

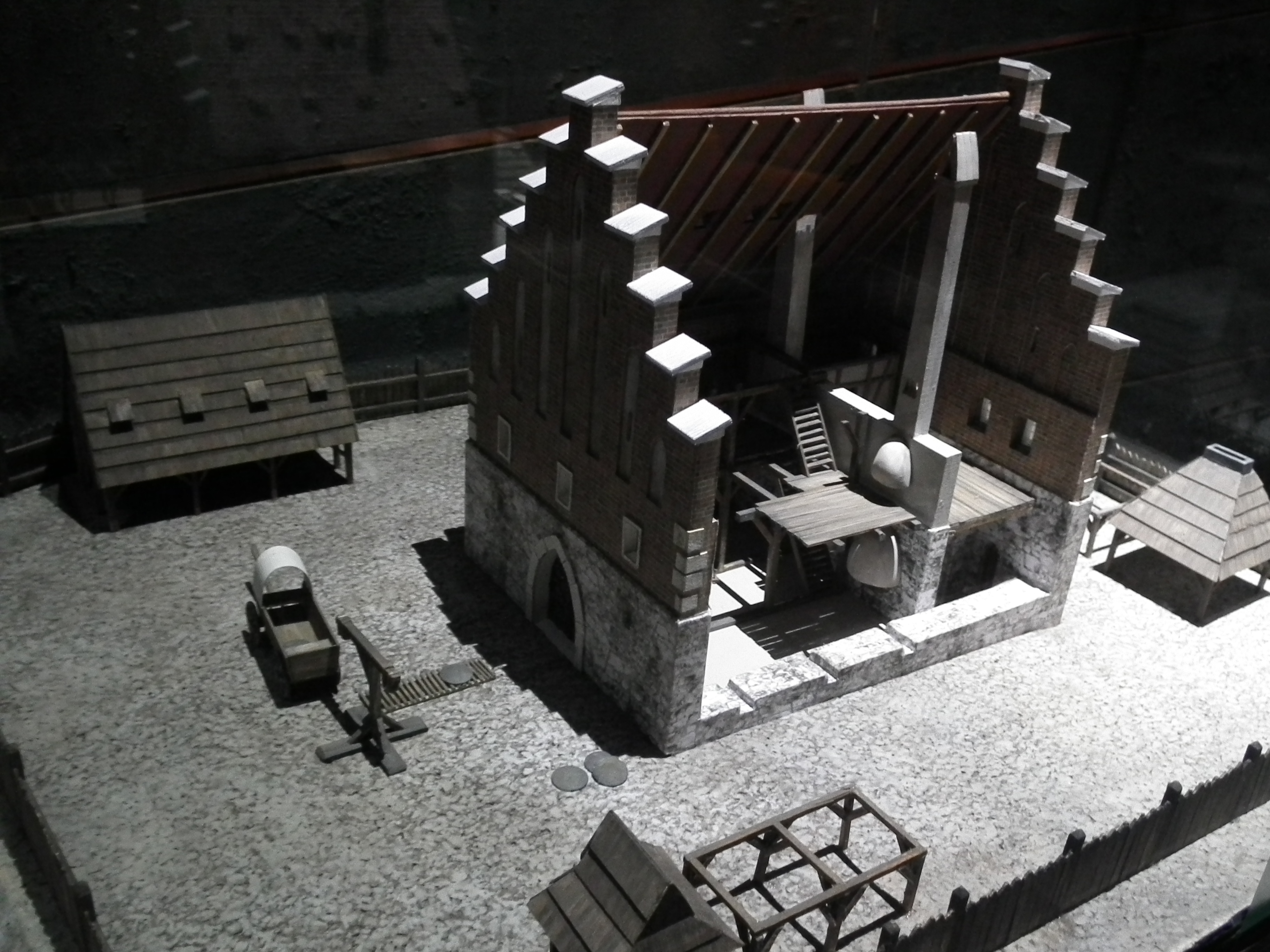
Model Wielkiej Wagi w pierwotnej formie, makieta z Muzeum Historycznego Miasta Krakowa
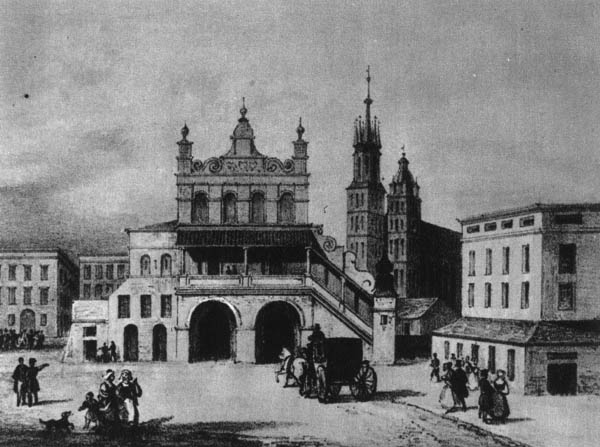
Od lewej: Sukiennice, Kościół Mariacki oraz Wielka Waga w poł. XIX w., widok z linii E – F, fotografia, autor nieznany
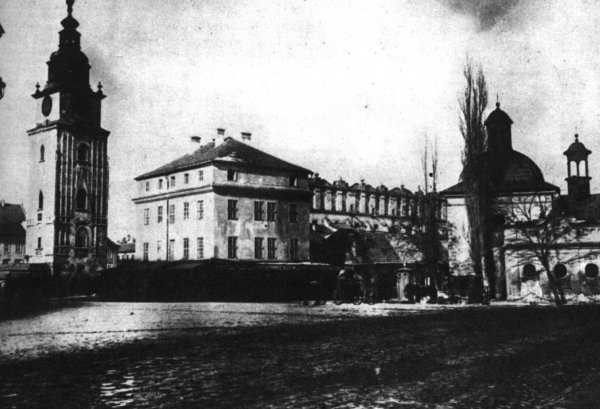
Od lewej: Wieża Ratuszowa, Wielka Waga oraz Kościół św. Wojciecha w poł. XIX w, widok z linii G – H, litografia, autor nieznany
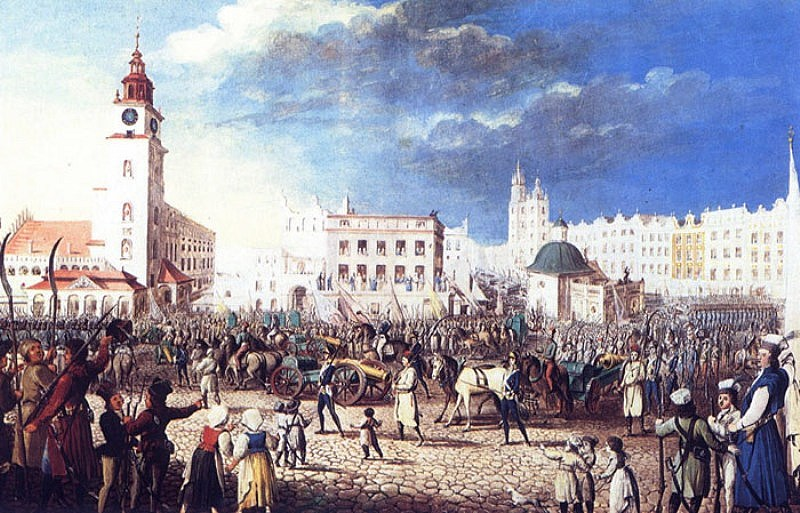
Od lewej: Ratusz, fragment Sukiennic, Wielka Waga, a za nią Mała Waga, Kościół Mariacki, Kościół św. Wojciecha, widok z linii E – F, obraz Michała Stachowicza
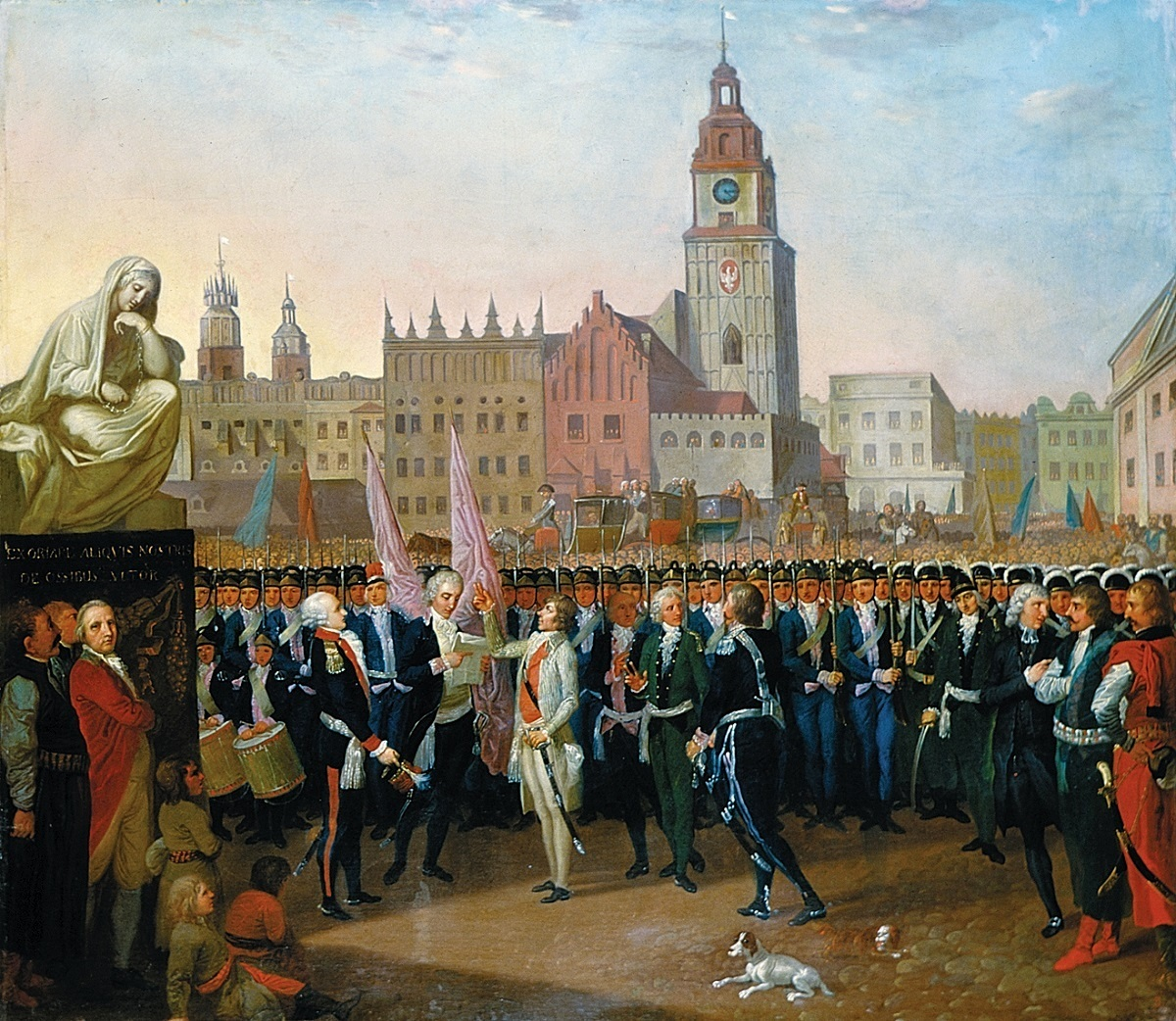
Od lewej: Sukiennice (za nimi Kościół Mariacki), spichlerz, ratusz z wieżą i Kabatami, Wielka Waga, widok z linii C – D, obraz Franciszka Smuglewicza
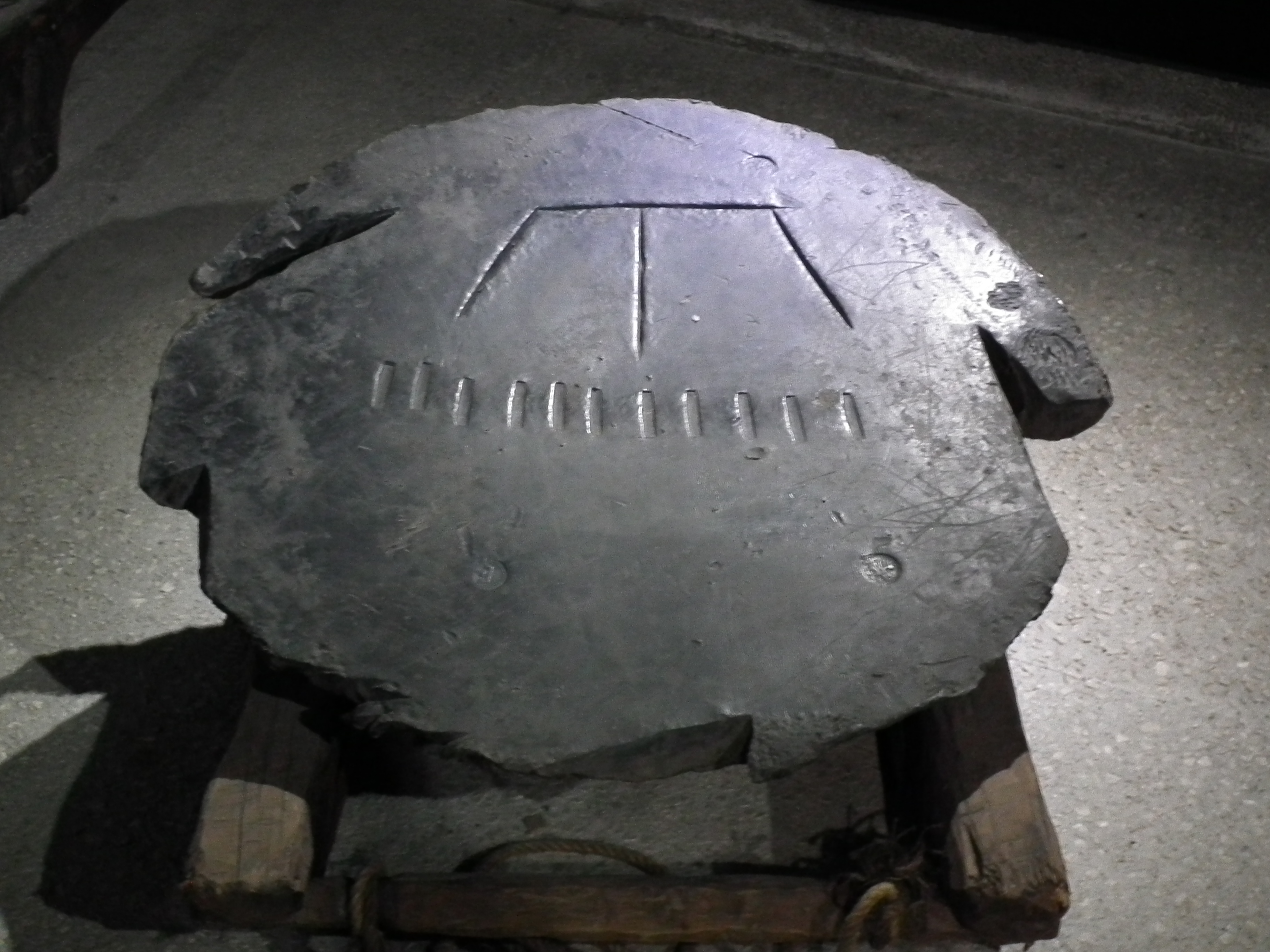
Bochen ołowiu odkryty podczas prac archeologicznych na Rynku Głównym w latach 2005–2010, eksponat w Muzeum Historycznego Miasta Krakowa